# 색 모델

인간의 색공간의 3차원 모형

색 모델(영어: color model)은 숫자(주로 세 자리, 네 자리) 또는 문자 등으로 색의 특징을 설명하기 위한 수학적 방법이다. 가장 많이 쓰이는 모델로는 RGB, YCbCr, HSI 등이 있다. 컬러 CRT 모니터에는 RGB 모델이, 영상 압축에는 YCbCr 모델이 사용된다. 색상(Hue), 채도(Saturation), 명도(Intensity)를 다루는 기기에서는 HSI 모델을 사용한다.

## 같이 보기
- 색 공간
- 색